# Hoplopleura hybomyis
Hoplopleura hybomyis är en insektsart som beskrevs av Kim och Emerson 1973. Hoplopleura hybomyis ingår i släktet Hoplopleura och familjen gnagarlöss. Inga underarter finns listade i Catalogue of Life.